# Gryllotalpa dentista
Gryllotalpa dentista är en insektsart som beskrevs av Yang, Jengtze 1995. Gryllotalpa dentista ingår i släktet Gryllotalpa och familjen mullvadssyrsor. Inga underarter finns listade i Catalogue of Life.